# Nachmieter
Ein Nachmieter ist ein Mieter, der eine freiwerdende oder freigewordene Mietwohnung übernimmt.

## Deutschland
Es gibt in Deutschland entgegen weitverbreiteter Meinung keinen allgemeinen gesetzlichen Anspruch auf vorzeitige Auflösung eines Mietvertrags, auch nicht, wenn der bisherige Mieter dem Vermieter eine oder mehrere Nachmieter stellt. 
Ein solches Recht kann somit entweder auf Kulanz oder auf vertraglicher Basis (wenn im Mietvertrag eine entsprechende Klausel enthalten ist, was aber bei üblichen Mietverträgen selten ist) geltend gemacht werden. Nachmieterklauseln ermöglichen es dem Mieter, vorzeitig aus dem Mietverhältnis auszuscheiden, wenn er einen geeigneten Nachmieter stellt. Es wird zwischen echten und unechten Nachmieterklauseln unterschieden. Bei der echten Nachmieterklausel ist der Vermieter verpflichtet, den vorgeschlagenen Nachmieter zu akzeptieren, sofern dieser zumutbar ist und bereit ist, den Mietvertrag zu den gleichen Bedingungen wie mit dem Vormieter zu übernehmen. Bei der unechten Nachmieterklausel hat der Mieter lediglich ein Vorschlagsrecht.
Ausnahmsweise darf der Mieter einen Nachmieter stellen, wenn es dem Mieter wegen besonderer Umstände nicht zumutbar ist, das Mietverhältnis bis zum Ende der gesetzlichen Kündigungsfrist aufrechtzuerhalten. Solche besonderen Umstände können sein berufliche Gründe (z. B. Verlust des Arbeitsplatzes), gesundheitliche Gründe (etwa wenn der Mieter in ein Alten- oder Pflegeheim umziehen muss) oder ein Familienzuwachs, wenn die bestehende Wohnung für die Familie deutlich zu klein ist. Der Vermieter darf in einem solchen Fall den Nachmieter nur dann ablehnen, wenn der Nachmieter nicht über die wirtschaftliche Leistungsfähigkeit verfügt, um seinen mietvertraglichen Verpflichtungen nachzukommen, oder wenn der Nachmieter in besonderer Weise gegen Moralvorstellungen oder religiöse Überzeugungen des Vermieters verstößt. Dabei ist dem Vermieter jedoch eine ausreichende Bedenkzeit einzuräumen, die nach der Rechtsprechung bis zu drei Monate beträgt. Lehnt der Vermieter einen Nachmieter ohne sachlichen Grund ab, ist der bisherige Mieter ab dem Zeitpunkt, ab dem der Nachmieter die Wohnung hätte beziehen können, von weiteren Mietzahlungen befreit.
Das Vorschlagen eines Nachmieters geschieht gewöhnlich im Interesse des Mieters, da dieser dem Nachmieter gegen eine Ablösezahlung in die Mietsache eingebrachte Einbauten des Mieters überlassen will oder der Nachmieter das Mietverhältnis vor dem Ende der Laufzeit des Mietvertrages mit dem Mieter weiterführen will und somit auch die dem Vermieter geschuldete Miete zahlt.
Mieter sind in der Regel vertraglich verpflichtet, im Interesse des Vermieters Miet- oder Kaufinteressenten die Wohnung besichtigen zu lassen. Dabei muss er ihm unbekannte Personen allerdings nicht in die Wohnung lassen, sondern ist berechtigt, sich den Personalausweis vorlegen zu lassen.
Gesetzliche Regelungen, die bei der Übernahme der Wohnung durch einen Nachmieter gelten, werden oft fehlinterpretiert und basieren häufig auf einem anekdotischen Hintergrund. So kann die Wandfarbe in der Wohnung nach dem Auszug des alten Mieters verbleiben, wenn der angenommene Nachmieter damit einverstanden ist. Die Hausverwaltung kann dann nicht mehr einen neuen Anstrich vom Altmieter verlangen. Es kann aber nicht, ohne das Einverständnis der Hausverwaltung, eine Renovierung der Wohnung an den Nachmieter abgegeben werden.
Der Vermieter ist bei einem Mieterwechsel nicht verpflichtet, dem bisherigen Mieter den Verkauf von Einrichtungsgegenständen an den Nachmieter über eine Ablöse zu ermöglichen. Er muss auch einen vom Mieter empfohlenen Nachmieter nicht akzeptieren, der die geforderte Ablöse zahlen will. Entscheidet er sich für einen anderen Mietinteressenten, der jedoch die Ablöse nicht zahlen möchte, macht sich der Vermieter gegenüber dem Altmieter nicht schadenersatzpflichtig.

## Schweiz
In der Schweiz sind Mieter, die frühzeitig eine Wohnung verlassen wollen, verpflichtet, einen angemessenen Nachmieter zu stellen. Je Kanton bestehen unterschiedliche Mietkündigungszeiten, doch für alle Kantone gilt, dass der Mieter für die restlichen Mieten nicht mehr herangezogen werden darf, wenn er einen angemessenen Nachmieter stellen kann.